# Aquapulco-Piratenwelt
Die Aquapulco-Piratenwelt ist ein Erlebnisbad in Bad Schallerbach, Oberösterreich und gehört zum EurothermenResort Bad Schallerbach.

## Geschichte
Im Jahr 1995 wurde im Zuge des Ausbaus der Therme Bad Schallerbach der Wasserpark Aquapulco erstmals eröffnet. Die heute bekannten Attraktionen wurden aber erst nach dem umfangreichen Umbau und der Wiedereröffnung als Aquapulco-Piratenwelt im Juli 2011 vorgestellt. Das neue Aquapulco präsentiert sich als Abenteuer-Wasserpark, in dem sich alles um die Welt der Piraten dreht. Besonders beliebt ist es bei Familien und Kindern.

## Attraktionen
Der Wasserpark in Bad Schallerbach bietet viele Attraktionen für Groß und Klein, darunter fünf Rutschen mit unterschiedlicher Länge, Indoor-Wasserattraktionen mit interaktiven Wasserspielgeräten, Wasserkanonen, Pumpen, Wasserrädern und Spritzattraktionen sowie einen Abenteuerpfad mit Aussichtsplattform, Hängebrücken und Kriechtunnel.
Unterhalten werden die Besucher bei der Piratenshow mit Musik-, Wasser-, Licht- und Feuerspielen und im hauseigenen Kino.

### AquapleX
Das hauseigene Kino bietet Platz für 40 Besucher und verfügt über 3D-Technologie und diverse Spezialeffekte. Die Kinosessel sind programmierbar und bewegen sich passend zu den Filmsequenzen. Gezeigt werden Kurzfilme für Groß und Klein mit einer Dauer bis zu 10 Minuten. Das Kinoticket kostet pro Person drei Euro und wird beim Kinoeingang auf die Datenträgeruhr aufgebucht.

### Baby Bay
Für Babys und Kleinkinder gibt es einen eigenen Bereich mit Rutsche, Wasserspielgeräten sowie Krabbel- und Klettermöglichkeiten.

### Außenbereich
Im Außenbereich befindet sich der Wasserspielgarten mit interaktiven Wasserspielgeräten, vier Rutschen und der 3000 Liter fassende Piratenkopf, der seinen Inhalt über die Anlage verteilt.